# Guvern limitat
În filosofia politică, un guvern limitat este un guvern ale cărui puteri⁠(d) sunt limitate de Constituție. Acesta reprezintă un concept-cheie în istoria liberalismului⁠(d).

## Context
Guvernul limitat este strâns legat de constituții; Constituția Statelor Unite din 1789 și Constituția Franței din 1793⁠(d) au fost ambele adoptate în încercarea de a implementa un guvern limitat, deși în moduri diferite. Constituția SUA a obținut un guvern limitat printr-o separare a puterilor⁠(d): separarea „orizontală” a puterilor a împărțit puterea între ramurile guvernamentale (legislativ, executiv și judiciar); separarea „verticală” (federalism) a împărțit puterea între guvernul federal și guvernele statelor⁠(d). James Madison, unul dintre autorii Federalist Papers, a remarcat că autorii Constituției americane urmăreau să constituie un guvern care să poate fi controlat și să poată exercita control. Madison menționează în Federalist Nr. 51⁠(d) că pentru a împiedica concentrarea treptată a puterilor în mâinile unui singur departament, trebuie să oferim celor care administrează fiecare departament mijloacele constituționale necesare pentru a se opune unei astfel de tentative.
Constituția franceză din 1793, pe de altă parte, a consacrat suveranitate parlamentară și a fost influențată de ideea lui Rousseau conform căreia la un guvern cu puteri limitate se poate ajunge cel mai ușor printr-o  „autoguvernare democratică rațională care să aibă ca scop respectarea voinței generale... fiind un leac pentru domnia arbitrară a monarhiei absolute⁠(d)”.